# Титмар (Лужица)
Титмар II фон Лужица (на немски: Thietmar II von Lausitz); * ок. 990; † 10 януари 1030) от род Билунги, е маркграф на Марка Лужица (1015 – 1030) и граф в Швабенгау и Нордтюринггау.

## Биография
Той е единственият син на маркграф Геро († 1015) и съпругата му Аделхайд. Внук е на Титмар I, маркграф на Нордмарк, Майсен и Мерзебург, и на Сванхилда Билунг Саксонска, дъщеря на херцог Херман Билунг и Ода Саксонска.
През 1015 г. Титмар наследява баща си, който е убит в поход в Полша. Той загубва през 1018 г. части от Лужица на Полша. През 1015 г. се бие против претенциите на граф Зигфрид († сл. 1030), синът на маркграф Ходо I от Лужица, и с помощта на император Хайнрих II има успех. Титмар помага на императора и на първите немски селища.
Погребан е в манастир Хелмерсхаузен. Наследен е от единствения му син Одо II (Ходо II).

## Фамилия
Титмар се жени и има две деца:
- Одо II или Ходо II († 1032), маркграф на Лужица (1030 – 1032), с него фамилията се прекратява
- Ода (* ок. 1015, † 1068), омъжена I. за Вилхелм III († 1039), граф на Ваймар, II. за граф Дедо II фон Ветин (I) († 1075), който става 1046 маркграф на Лужица. [2]